# Jimmy White
James Warren "Jimmy" White MBE (Tooting, 2 de maio de 1962) é um jogador de bilhar  da Inglaterra, profissional desde 1980. Finalista várias vezes do campeonato mundial de snooker (que nunca venceu), é considerado um dos melhores jogadores de snooker de sempre.
É conhecido pelo estilo de jogo ofensivo (daí a alcunha "Wirldwind", ou seja, "turbilhão") e por ser o campeão do povo, já que perdeu as seis finais do campeonato mundial de snooker que jogou (1984, e de 1990 a 1994), as cinco últimas consecutivas.
Venceu o Masters em 1984 superando Terry Griffiths na final por 9–5 e o campeonato britânico em 1992 ao derrotar John Parrott por 16–9.Conseguiu um break de 147 no campeonato mundial de 1992.Foi nomeado MBE em 1999.Em 2010 venceu Steve Davis na final do Campeonato do Mundo Sénior.

## Torneios vencidos

### Torneios que contam para o ranking
- Classic  - 1986, 1991
- World Open - 1986, 1992
- British Open - 1987, 1992
- Masters do Canadá - 1988
- Open Europeu - 1992
- Campeonato britânico - 1992
- Players Championship - 2004

### Torneios que não contam para o ranking
- Masters - 1984
- Campeonato do Mundo Sénior - 2010 e 2020